# Allopathie
Le terme « allopathie » (du grec ἄλλος, állos, « autre », « différent » et πάϑος, páthos, « souffrance ») est un élément de langage utilisé par les tenants des médecines non conventionnelles et des pseudo-médecines pour désigner la médecine conventionnelle fondée sur les faits. En particulier le terme est utilisé par les homéopathes pour désigner un ensemble de pratiques thérapeutiques ne reposant pas sur le principe de l'homéopathie, voire, pour certains, la médecine dans son ensemble. En revanche, pour la communauté scientifique, il n'y a pas une médecine allopathique, homéopathique ou autre, mais une médecine tout court, qui accepte toutes les méthodes thérapeutiques pour peu que leur efficacité ait été démontrée.

## Historique
Le terme d'« allopathie » aurait été inventé par Samuel Hahnemann. Il décrit comme « allopathiques » des remèdes causant chez l'être humain sain des symptômes ni similaires (homéopathie) ni opposés (énantiopathie ou antipathique) à ceux de la maladie à traiter. Il mentionne des traitements comme les laxatifs, les opiacés, mais aussi les saignées, donc pas nécessairement des traitements de la médecine moderne actuelle.
Samuel Hahnemann est fondateur de l'homéopathie dont le principe de base est, que pour lutter contre une maladie, il faudrait absorber des substances qui provoquent les mêmes symptômes, moyennant toutefois de très fortes dilutions pour ne pas mettre en péril la vie des malades.
À l'opposé, les médecines que les homéopathes disent « allopathiques » prescrivent, selon eux, des traitements qui produisent des effets différents de la maladie. 
Le terme « allopathie » est mal perçu par les partisans d'une médecine plus moderne qui considèrent ce terme « inapplicable à la médecine scientifique » et « erroné », dont l'emploi est donc nécessairement « préjudiciable ». Ce terme est dès le départ considéré comme trompeur pour le public par les scientifiques, qui préfèreraient qu'on souligne que l'homéopathie « s'oppose à l'expérience de toutes les nations ».